# Grofija Holandija
Grofija Holandija je bila država Svetega rimskega cesarstva in od leta 1433 del burgundske Nizozemske, od leta 1482 del habsburške Nizozemske in od 1581 dalje vodilna provinca Nizozemske republike, katere del je ostala do batavske revolucije. Leta 1795 ozemlje grofije Holandije približno ustreza trenutnim provincama Severna Holandija in Južna Holandija na Nizozemskem .

## Etimologija
Najstarejši viri omenjajo grofijo, ki ni jasno opredeljena, kot Frizija, zahodno od Vlie (znana tudi kot Zahodna Frizija). Pred letom 1101 viri govorijo o frizijskih grofih, tega leta pa se Floris II. Holandski, omenja kot Florentius comes de Hollant (Floris, grof Holandije). Nizozemska je verjetno iz staronizozemščine holt lant, dobesedno "gozdnata dežela". Holandski grofje so se na splošno držali tega enega samega naslova do leta 1291, ko se je Floris V. Holandski, odločil, da se imenuje grof Holandski in Zeelandski, gospod Frizije. Ta naslov je bil uporabljen tudi po združitvi Holandije s Hainaultom, Bavarsko-Straubingom in Vojvodino Burgundijo. Naslovi so sčasoma izgubili svoj pomen in zadnji grof, Filip II. Španski, jih je omenil šele na polovici svojega dolgega seznama naslovov.

## Zgodovina

### Francija in Lotaringija
Okrog leta 800 je pod Karlom Velikim Frankovsko cesarstvo pokrivalo velik del Evrope. V večjem delu tega imperija je bila pomembna enota regionalne uprave (ki približno ustreza grofiji) gau (frankovsko) ali pagus (latinsko). Grof (comes) je vladal eni ali več gaue. Zaradi nizkega obsega trgovine, negativnega trgovinskega salda z Bizantinskim cesarstvom in muslimanskimi državami ter izginotja valute se je gospodarstvo bolj ali manj zmanjšalo na blagovno menjavo. Kraljevi vazali so lahko bili nagrajeni le z zemljo ( beneficium ali od 10. stoletja feodum ) in užitkom. Iz tega se je razvil fevdalizem. Podložniki, ki jih je praviloma imenoval kralj, so si prizadevali za sistem dedovanja. To je postajalo vedno bolj pravilo in leta 877 je bilo legalizirano v kapitulariji Quierzy .
Po smrti kralja je bilo frankovsko kraljestvo pogosto razdeljeno med njegove dediče. Ta delna dediščina je pogosto povzročala notranje spore, zaradi česar je centralizirana vlada postala problematična. Vikinški napadi so še dodatno spodkopali centralizirano vlado. Ob koncu vladavine cesarja Ludvika Pobožnega je kraljeva moč oslabila zaradi poplave leta 838 in spopadov med kraljevimi sinovi. Potem ko je Ludvik leta 840 umrl, je njegov sin cesar Lotar I. (kralj Srednje Francije) nagradil danska brata Rorika in Haralda s Frizijo - današnjo Holandijo - v poskusu, da bi se obranil napadov Vikingov.
Ko je Lotar leta 855 umrl, je bil severni del Srednje Francije podeljen njegovemu drugemu sinu Lotarju II. in se je imenovala Lotaringija. Ribemontska pogodba iz leta 880 je dodala Kraljevino Lotaringijo (ki je vključevala Nizozemske dežele) Vzhodni Franciji, ki jo je poskušala integrirati. Vendar pa ni bilo povezav, kot so tiste med štirimi nemškimi matičnimi vojvodinami v vzhodni Franciji: Frankonijo, Saško, Bavarsko in Švabsko. Lotaringija je imela precejšnjo stopnjo samoodločbe; to je postalo jasno, ko je leta 911 umrl Ludvik Otrok, zadnji Karoling v Vzhodni Franciji. Čeprav so se matične vojvodine zgrinjale k vojvodi Konradu I. Frankonskemu, je Lotaringija izbrala karolinškega kralja Zahodne Francije Karla Preprostega.
V Friziji je bila situacija zapletena. Oblast je bila v rokah Rorikovega naslednika Godfrida, ki se je zapletel v politiko frankovskega cesarstva in je bil povezan z otroki Lotarja II. Danska vladavina se je končala leta 885 z umorom Godfrida pri Herispijku in vsi Danci vzhodno od obalnih območij Zahodne Frizije so bili pobiti ali izgnani, je morala biti zapletena, uspešna zarota, ki jo je vodil Henrik Frankonski, v kateri je sodelovala koalicija babenberških frankov, Hamalandski Sasi in Teisterbantski Frizijci (v sodelovanju s kölnskim škofom in cesarjem) so prelisičili Godfrida in Dance. Glavni zarotnik umora je bil Everard Saxo, grof Hamalandski . Eden tistih, ki je imel največ koristi od vakuuma moči, je bil Frizijec Gerulf, comes Fresonum (grof Frizije), iz Westerga v današnji provinci Friziji. Gerulf, nekdanji Godfridov odposlanec pri cesarju, je od cesarja zahteval zemljišča v dolini Mozela, da bi izzval vojno. Po odstranitvi velikega dela danskega prebivalstva je Gerulf nadzoroval velik frizijski del poznejše grofije Holandije. To izvršeno dejstvo je bilo priznano, ko je Gerulf 4. avgusta 889 dobil zemljišča v polno last od vzhodnofrankovskega kralja Arnulfa Koroškega, ki je potreboval močne vojskovodje v regiji delte, da bi preprečil Dance in druge Vikinge. Zadevna zemljišča so vključevala območje zunaj Gerulfove grofije, v Teisterbantu, ki je vključevalo Tiel, Aalburg in Asch . Vključeval je tudi gozd in polje med ustjem starega Rena (in domnevno Bennebroek ), Suithardeshaga, mejo med nekdanjima frankovskima grofijama Porenje in Kennemerland.
Kralj Karel Preprosti je leta 922 dal cerkev v Egmondu in njene posesti grofu Ditriku I. Holandskemu v zahvalo za Ditrikovo podporo v bitki pri Soissonu, za zadušitev upora njegovih zahodnofrankovskih vazalov. Zahodnofrankskemu kralju je to uspelo, ker so bile dežele in cerkve, ki jih je podelil Ditriku, izven njegove jurisdikcije; Egmond je bil severno od posesti, ki jih je Ditrik prejel od Gerulfa, in so se z njimi dobro dopolnjevale. Nato je ustanovil opatijo Egmond, najstarejši holandski samostan. Ko je bil leta 923 odstavljen Karel Preprosti, se je kralj Henrik I.Ptičar iz Vzhodne Francije združil z grofom Gilbertom Hainautskim (sin vojvode Reginarja Lotarinškega) in ponovno osvojil Lotaringijo. Do leta 925 so Lotaringijski plemiči sprejeli njegovo oblast in Lotaringija (s frizijskimi deželami) je postala peta nemška matična vojvodina. Henrikovo moč je omejil njegov vazal Gilbert (vojvoda Lotaringije), katerega moč je bila omejena na njegove lastne grofije.

### Cesarska država
Naraščajoč status Holandskih grofov se je pokazal, ko se je leta 938 grof Ditrik II. Holandski, verjetno vnuk grofa Ditrika I., pri 8 letih poročil s Hildegardo Flandrsko, hčerko grofa Arnulfa I. Flandrijskega . Grof Holandski je bil v tem obdobju bolj vojaški poveljnik, ki se je moral upirati vikinškim napadom, in podrejen oblasti Utrechtske škofije. Leta 985 je kralj Oton III. na prošnjo svoje matere Teofane podelil lastništvo (proprium) številnih zemljišč grofu Ditriku II. Ta zemljišča so bila že dana v fevd ( beneficium ). To je bilo območje med rekama Loira ali Lier in Hisla ( gouw, imenovano Masaland ), vila Sunnimeri (na zelandskem otoku Schouwen), območje med rekama Medemelaka in Chinnelosara gemerchi ( Kinheim ) in okrožje Texla.
Leta 993 je bil grof Arnulf iz Genta ubit v bitki proti frizijskim meliorcem, ki grofu niso želeli plačati svojega dolga. Ni znano, kje se je ta bitka zgodila, verjetno pa je bila v Rijnlandu ali v izlivu Maasa. Arnulfov sin, grof Ditrik III. Holandski, je bil premlad, da bi vladal, zato je kot regentka delovala njegova mati Lutgarda Luksemburška . Leta 1005 je bil Ditrik dovolj star, da je vladal v svojem imenu, vendar je še vedno hvaležno izkoristil dobre povezave, ki jih je vzpostavila njegova mati. Po Thietmarju Merseburškem je bila sprava s Frizijci urejena s pomočjo njegovega strica, kralja Henrika II ., ki je z vojsko in floto odpotoval iz Utrechta v Maas-estuarij (verjetno Vlaardingen ), da bi prisilil prebivalce k priznanju njihovega grofa. Zdi se, da je bila ta odprava uspešna, saj po letu 1005 ni znanih nobenih uporov proti grofu v tem južnem delu poznejše grofije Holandije.
Zaradi obljube, ki jo je dal med frizijskim uporom, je Ditrik III. odšel na romanje v Jeruzalem. Ko se je vrnil, je severna stran njegove grofije postala nevarna, zato je odpotoval na jug in začel podeljevati pravice za odvzem zemljišč od narave okoli današnjega Vlaardingena za obdelovanje teh zemljišč. Zgradil je tudi grad v Silva Meriwido, bodočem Vlaardingenu. S tega gradu je prisilil trgovce, ki so potovali z ladjami iz Tiela v Anglijo, da plačajo mitnino. Utrechtski škof Adalbold in trgovci iz Tiela so se pritožili nad tem piratstvom na Reichstagu v Nijmegenu leta 1018, pri čemer so trgovci iz Tiela dejansko poudarili, da cesar izgublja davčne prihodke, ko je dovolil, da trgovce Tiel pleni Ditrik III.. Odločeno je bilo ukrepati proti Ditriku III. Vojska, ki jo je vodil Godfrej II, vojvoda Spodnje Lorene, sestavljena iz flote z vojaki iz škofij Utrechta, Kölna, Cambraija in Liègea, je padla v zasedo v močvirju in bila skoraj uničena s strani Frizijskih podložnikov Ditrika III. v tako imenovani bitki pri Vlaardingenu, sam Ditrik III. je igral vlogo koordinatorja, in se je pojavil iz svojega gradu, da bi uradno zajel vojvodo Spodnje Lorene, ko je bil Godfrej že na robu smrti.
Da ne bi oslabil zaščite, ki jo je nudila grofija Holandija pred vikinškimi napadi, se je kralj Henrik II. odločil, da zadevo pusti v miru, čeprav je okrepil položaj utrechtskega škofa, nominalnega fevdalnega gospodarja Holandskih grofov. Kljub temu je Ditriku uspelo razširiti svoje ozemlje na vzhod na račun škofije Utrecht. Po smrti Henrika II. leta 1024 je Ditrik III. podprl kandidaturo Konrada II. v poskusu sprave s cesarskimi oblastmi, da bi obdržal pridobljena zemljišča ali jih še razširil.
Cesar Konrad II. je umrl med bivanjem v Utrechtu leta 1039 med vladavino škofa Bernolda, nato pa so njegove organe pokopali v utrechtski katedrali. Njegov sin in naslednik Henrik III . je utrechtski škofiji podelil številne privilegije. Tako je bil leta 1040 škofiji dodeljen Oversticht. Čeprav se je holandski grof pomiril s cesarjem, se je Henrik III. vseeno odločil, da bo grofa kaznoval. Leta 1046 je cesar prisilil Ditrika IV., da se je odpovedal osvojenim deželam. Vendar se cesar ni mogel obdržati na tem območju in se je bil prisiljen umakniti, nakar je Ditrik IV. začel napadati in pleniti škofiji Utrecht in Liège. Poleg tega je Dirk podpisal pogodbe z Godfrejem Bradatim, vojvodom Spodnje Lorene, pa tudi z grofi Flandrije in Hainauta. Cesar se je odzval z drugo kaznovalno odpravo, v kateri so Ditriku IV. odvzeli Vlaardingen in grad v Rijnsburgu. Grad je bil popolnoma uničen. Vendar je cesar med umikom utrpel velike izgube, nakar so se Ditrikovi zavezniki odkrito uprli cesarju. Leta 1049 so morilci, ki so jih najeli škofje v Metzu, Liègeu in Utrechtu Ditrika IV. zvabili v past in ga ubili. Ditrik je umrl mlad, neporočen in brez otrok. Nasledil ga je brat Floris I.
Florisu I. je uspelo razširiti svoje ozemlje z majhnim območjem znotraj Rijnland Gouw, območje, imenovano Holtland ("Gozd") ali Holandija . Najverjetneje je to ime kmalu postalo sinonim za celotno Florisovo ozemlje. Leta 1061 je izbruhnila vojna, v kateri ni jasno, ali je šlo proti Brabantu, Utrechtu ali Liegu. Med to vojno je Floris vletel v zasedo, medtem ko se je preveč sprostil in jezdil v premajhni družbi, ko je napadal na nekdanje grofijo Teisterbant, zdaj ozemlje Utrechta. Ubile so ga utrechtske ali gelderske čete. Njegov sin Ditrik V. je bil še mladoleten, zato je regentka postala njegova mati Gertruda Saška. Gertruda se je leta 1063 ponovno poročila z Robertom Frizijcem, mlajšim bratom grofa Flandrije Baldvina VI . in vnukom nekdanjega francoskega kralja Roberta II., ki je bil tudi regent Ditrika V.
Leta 1064 je cesar Henrik IV. podaril zemljišča, ki so pripadala grofiji Holandiji, "zahodno od Vlie in okoli bregov Rena" (gouw of Westflinge), Viljemu, škofu Utrechtskem, na čigar podporo je cesar lahko računal. Ditrik V. je smel obdržati samo gouw Masalanda. Z bitkami v letih 1071 in 1072 je Viljem Utrechtski ob podpori zelo kompetentnega vojvode Godfreja IV. iz Spodnje Lorene prvič uspel pridobiti dejanski osrednji nadzor nad skoraj celotno kasnejšo grofijo Holandijo. Robert Frizijec in Ditrik V. sta morala pobegniti v Gent. To bi lahko bil konec dinastije Gerulfingov. Robertu Frizijcu je kljub vsemu uspelo postati grof Flandrije leta 1076, ko mu je v bitki pri Casselu uspelo premagati veliko koalicijo hainautskih, francoskih in normandijskih sil. Ker je bil zdaj grof Flandrije, je lahko pomagal svojemu pastorku, da je ponovno pridobil grofijo Holandijo. Par je začel z uničenjem svojega najnevarnejšega nasprotnika. Godfreja IV., ki so ga ubili ponoči, ko je šel na veliko potrebo. Kmalu zatem je umrl tudi mogočni škof Viljem iz Utrechta. Po tem sta Robert I. in njegov pastorek Ditrik V. oblegala nov  Utrechtsko/Lotarinški grad na strateškem mestu ob delti v IJsselmonde, kjer se je Holandski IJssel (še obstoječ) pridružil Merwede (ki ne  obstaja več v obliki pred 1000 leti) . V bitki pri IJsselmondu jim je uspelo ujeti novega škofa Konrada iz Švabske, ki je bil zdaj prisiljen vrniti dežele pod nadzor Ditrika V. Leta 1101 se ime "Holandija" prvič pojavi v listini.
V naslednjih dveh stoletjih se je holanski vpliv še naprej postopoma povečeval. Holandski grofje so lahko osvojili večino Zeeanda, zmanjšali moč utrechtskih škofov in od začetka 12. do 13. stoletja vodili 150-letno vojno proti prebivalcem območja, ki živijo na vzhodni strani Severne Holandije, znana tudi kot "Zahodni Frizijci". Šele leta 1289 je grof Floris V. uspel končati to dolgo vojno in si podjarmiti te Zahodne Frizijce, in to šele potem, ko je poplava Svete Lucije leta 1287 popolnoma opustošila skoraj vse dežele Zahodnih Frizijcev. Po tem je bilo okrožje do leta 1795 uradno znano kot grofija Holandija in Zahodna Frizija.

### Burgundijci in Habsburžani
Vojna trnkov in trsk je bila serija vojn in bitk v Holandiji med letoma 1350 in 1490. Večina teh vojn je potekala zaradi naslova grofa, vendar so nekateri trdili, da je bil osnovni razlog boj za oblast meščanov v mestih proti vladajočemu plemstvu. Frakcijo "trsk" so na splošno sestavljala naprednejša mesta Holandije. Frakcijo "Trnkov" je sestavljal velik del konservativnih plemičev. Nekatere od glavnih osebnosti v tem večgeneracijskem spopadu so bili Viljem IV., Margareta, Viljem V., Viljem VI., grof Holandski in Hainautski, Janez in Filip Dobri. Morda najbolj znana pa je Jacqueline, grofica iz Hainauta. Ob koncu vojn trnkov in trske je Filip Dobri, vojvoda Burgundski, prevzel nadzor nad Holandijo. Vodilni plemiči v Holandiji so povabili vojvodo, da osvoji Holandijo, čeprav do nje ni imel zgodovinskih zahtev. Nekateri zgodovinarji pravijo, da je vladajoči razred v Holandiji želel, da se Nizozemska vključi v flamski gospodarski sistem in sprejme flamske pravne institucije.
Pod Burgundijci se je holandska trgovina hitro razvijala, zlasti na področju ladijskega prometa in transporta. Novi vladarji so branili nizozemske trgovske interese. Holandske flote so večkrat premagale flote Hanzeatske lige. Amsterdam je rasel in v 15. stoletju postal glavno trgovsko pristanišče v Evropi za žito iz baltske regije. Amsterdam je žito razdelil v večja mesta Belgije, severne Francije in Anglije. Ta trgovina je bila ključnega pomena za prebivalce Holandije, ker Holandija ni mogla več pridelati dovolj žita, da bi se prehranila. Izsuševanje tal je povzročilo, da se je šota nekdanjih mokrišč zmanjšala na raven, ki je bila prenizka za vzdrževanje drenaže.
Karel (1500–58) je postal lastnik leta 1506, vendar je leta 1515 odšel, da bi postal kralj Španije in pozneje postal cesar Svetega rimskega cesarstva. Karel je nadzor predal regentom (svojim bližnjim sorodnikom), v praksi pa so vladali večinoma francosko govoreči Burgundijci, ki jih je nadziral. Holandija je ohranila svoje vlade in dvor, ki jih je nadzorovalo lokalno plemstvo, ter lastne tradicije in pravice ("svoboščine"), ki segajo v stoletja. Podobno so imela številna mesta svoje zakonske pravice in lokalne oblasti, ki so jih običajno nadzirali trgovci. Poleg tega pa so Burgundijci uvedli celotno vlado, Generalne stanove Nizozemske, z lastnimi uradniki in sodišči.

### Revolt in Nizozemska republika
V 16. stoletju se je protestantska reformacija hitro uveljavila v severni Evropi, zlasti v svojih luteranskih in kalvinističnih oblikah. Protestante v Holandiji so lokalne oblasti po začetni represiji tolerirale. Do leta 1560 je protestantska skupnost pridobila pomemben vpliv v grofiji, čeprav je takrat očitno tvorila manjšino. V družbi, ki je odvisna od trgovine, sta bili svoboda in strpnost bistveni. Kljub temu sta katoliška vladarja Karel V. in njegov naslednik Filip II . menila, da je njihova dolžnost, da premagata protestantizem, ki ga je katoliška cerkev smatrala za herezijo in grožnjo stabilnosti celotnega hierarhičnega političnega sistema. Katoliški Španci so se odzvali z ostrim preganjanjem in uvedli špansko inkvizicijo. Kalvinisti so se uprli. Najprej je bil leta 1566 ikonoklazem, ki je bil sistematično uničevanje kipov svetnikov in drugih katoliških pobožnih upodobitev v cerkvah. Po letu 1566 je Viljem Tihi bolj ali manj po naključju postal vodja upora, ki ga je vojvoda Alva zaradi hudega slabega upravljanja Filipa II in njegovega guvernerja spremenil v osemdesetletno vojno. Posledično so Holandija in ostalih šest zavezniških provinc postale neodvisna država, imenovana Republika sedmih združenih provinc. OViljemu Oranskim Blum pravi: "Njegova potrpežljivost, strpnost, odločnost, skrb za svoje ljudi in vera v vlado s privolitvijo so Nizozemce držali skupaj in ohranjali živ njihov uporniški duh."  Glavni preboj se je zgodil, ko so Holandijo skupaj z Zeelandom leta 1572 in v naslednjih letih osvojili Watergeuzen, nekako učinkovita pomorska sila, sestavljena predvsem iz kalvinistov, ki so postali pirati, in piratov, ki so postali kalvinisti.  
Generalni Stanovi Nizozemske so podpisali akt o neodvisnosti, s katerim so Filipa odstavili z mesta holandskega grofa in ustanovili konfederacijo med sedmimi osvobojenimi provincami. Od takrat naprej bosta izvršilna in zakonodajna oblast ponovno pripadli Stanovom Holandije  in Zahodne Frizije, ki ga je vodila politična osebnost, ki je opravljala funkcijo državnega namestnika. Grofija, zdaj suverena država znotraj te večje konfederacije, je postala kulturno, politično in gospodarsko središče Nizozemske republike, v 17. stoletju, nizozemski zlati dobi, najbogatejšega naroda na svetu. Največja mesta v republiki so se nahajala v provinci Holandiji, kot so Amsterdam, Rotterdam, Leiden, Alkmaar, Delft, Dordrecht, Haarlem in glavno mesto države Haag . Iz velikih pristanišč v Holandiji so holandski trgovci pluli na in iz destinacij po vsej Evropi, trgovci iz vse Evrope pa so se zbirali, da bi trgovali v skladiščih Amsterdama in drugih trgovskih mest v Holandiji. Mnogi Evropejci so Združene province najprej jemali kot "Holandijo" in ne kot "Republiko sedmih združenih provinc Nizozemske". V glavah drugih Evropejcev se je vsadil močan vtis o "Holandiji", ki se je nato projiciral nazaj na republiko kot celoto. Znotraj samih provinc je potekal postopen počasen proces kulturne ekspanzije, ki je vodil v »holandizacijo« drugih provinc in enotnejšo kulturo za celotno republiko. V prvih desetletjih upora se je veliko beguncev iz Flandrije in Brabanta naselilo v velikih mestih Holandije. Imeli so frankovski vpliv na novo narečje mestne Holandije (ki je prej imela več frizijskih vplivov), ki je v kasnejših stoletjih postalo knjižni jezik Nizozemske in nizozemsko govoreče Belgije.
Nominalno se je grofija Holandija formalno končala leta 1795, ko je batavska revolucija končala republiko in jo reformirala v Batavsko republiko. Ozemlje nekdanje grofije je bilo razdeljeno med departmaje Amstel, Delf, Texel in Schelde en Maas . Po letu 1813 je bila Holandija obnovljena kot provinca Združenega kraljestva Nizozemske . Leta 1840 je bila Holandija razdeljena na sedanji provinci Severna in Južna Holandija.

## Geografija
Grofija je pokrivala območje, ki približno ustreza trenutnima nizozemskima provincama Severna Holandija in Južna Holandija, pa tudi severozahodni del sedanje province Severni Brabant (približno med mesti Willemstad, Geertruidenberg in Werkendam ) ter otoki Terschelling, Vlieland, Urk in Schokland, čeprav ni vključeval otoka Goeree-Overflakkee.
V zgodnjem srednjem veku so velike dele območja, ki ga pokriva današnja Nizozemska, pokrivala šotna barja. Ta barja so omejevala velikost obdelovalnih površin na Nizozemskem, a so se izkazala tudi kot dober vir goriva. Okoli leta 950 se je na ogromnih barjih v Holandiji in v Utrechtu začela manjša melioracija, ki jo je verjetno sprožilo nižje plemstvo. V 11. stoletju se je začela "velika melioracija" pod nadzorom holandskih grofov in utrechtskih škofov. Do 13. stoletja so si pridobivali velike količine zemlje med zalivom IJ na severu, sipinami na zahodu, rekama Lek in Waal na jugu ter Starim Renom na vzhodu.
Pred Veliko melioracijo so bile meje med grofijo Holandijo in škofijo Utrecht nejasne in obstajala je dobesedno nikogaršnja zemlja. Vendar je med rekultivacijo holandskim grofom uspelo razširiti svoj vpliv na račun Utrechta.